# آرامگاه جوانمرد قصاب
بقعه جوانمرد قصاب مربوط به دوره قاجار است و در ری، بزرگراه شهید دستواره، در سمت مقابل ایستگاه مترو ی جوانمرد قصاب واقع شده و این اثر در تاریخ ۱ اردیبهشت ۱۳۷۷ با شمارهٔ ثبت ۲۰۰۲ به‌عنوان یکی از آثار ملی ایران به ثبت رسیده است.